# L'immensità (La ragazza del Paip's)
L'immensità (La ragazza del Paip's) è un film del 1967 diretto da P. V. Oscar De Fina.
Tra le attrici di questo film vi è Liliana Petralia, che in seguito diventerà la moglie di Don Backy.

## Trama
Monica e Dario sono due ragazzi innamorati; lei è una fan dei cantanti beat ed ama il ballo, mentre lui ama la musica classica ed è di carattere timido.
Il loro amore entra in crisi quando Monica, con alcuni suoi amici, compie un furto di chitarre in una fabbrica di strumenti musicali dove il guardiano è il fratello di Dario, Amilcare.

## Le canzoni
Oltre alle musiche originali, scritte dal maestro Gian Piero Reverberi, nel film si ascoltano le seguenti canzoni:
- Chiamatela così, eseguita dai Rob's musica e parole Saban
- Una come lei (testo di Sergio Bardotti, musica di Gian Piero Reverberi), eseguita dai The Motowns
- Giramondo (testo di Rosario Leva e Sergio Bardotti; musica di Michele Scommegna e Gian Franco Reverberi), eseguita da Nicola Di Bari
- L'immensità (testo di Don Backy e Mogol, musica di Detto Mariano e Don Backy), eseguita da Don Backy due volte (la seconda al termine del film)
- È finita l'allegria, eseguita da Paolo Rugolo
- Qui e là (testo di Aina Diversi, musica di Allen Toussaint), eseguita da Patty Pravo
- Sono bugiarda (testo di Mogol, musica di Neil Diamond), eseguita da Caterina Caselli
- Prendi fra le mani la testa (testo di Mogol, musica di Lucio Battisti), eseguita da Riki Maiocchi
- Se mai ti parlassero di me (testo di Giorgio Calabrese; musica di Charlie Chaplin), eseguita da Nicola Di Bari
- Incubo nº 4 (testo di Caterina Caselli e Francesco Guccini, musica di Francesco Guccini), eseguita da Caterina Caselli
- L'uomo in cenere (testo di Sergio Bardotti, musica di Gian Piero Reverberi), eseguita dai The Motowns
- Poesia (testo di Don Backy, musica di Detto Mariano e Don Backy), eseguita da Don Backy
- Serenata (testo di Don Backy, musica di Detto Mariano e Don Backy), eseguita da Don Backy
- Tu più lui (testo di Sergio Bardotti, musica di Gian Franco Reverberi), eseguita dai Gallinacci

Nei titoli di coda iniziali inoltre è presente una versione strumentale della canzone Ti ringrazio perché, portata al successo da Michele, e scritta da Reverberi insieme al fratello Gian Franco (con il testo di Sergio Bardotti).

Un'esibizione dei Rob's, uno dei complessi presenti nel film. Da sinistra a destra: Carlo (organo), Bruno (chitarra solista), Giorgio (chitarra ritmica), Smith (voce solista), Giordano (basso) e Sandro (batteria)

La canzone Tu più lui dei Sagittari è eseguita nel film da un gruppo di musicisti classici travestiti da beat e denominati i Gallinacci (una citazione della nota gaffe di Mike Bongiorno che al Festival di Sanremo 1966 aveva annunciato gli Yardbirds con questa denominazione)